# حلقه‌های هرج‌ومرج
حلقه‌های هرج و مرج (انگلیسی: Chaos Rings) یک بازی ویدئویی تک‌نفره نقش‌آفرینی برای سکوهای آی‌اواس، اندروید، ویندوز فون ۷ و پلی‌استیشن موبایل می‌باشد که توسط مدیا.ویژن توسعه و اسکوئر انیکس نشر پیدا کرده است.
داستان این بازی قبل از حلقه‌های هرج و مرج اومگا (۲۰۱۱) و بعد از حلقه‌های هرج و مرج ۲ (۲۰۱۲) و حلقه‌های هرج و مرج ۳ (۲۰۱۴) می‌باشد.